# Universidad Vizcaya de las Américas

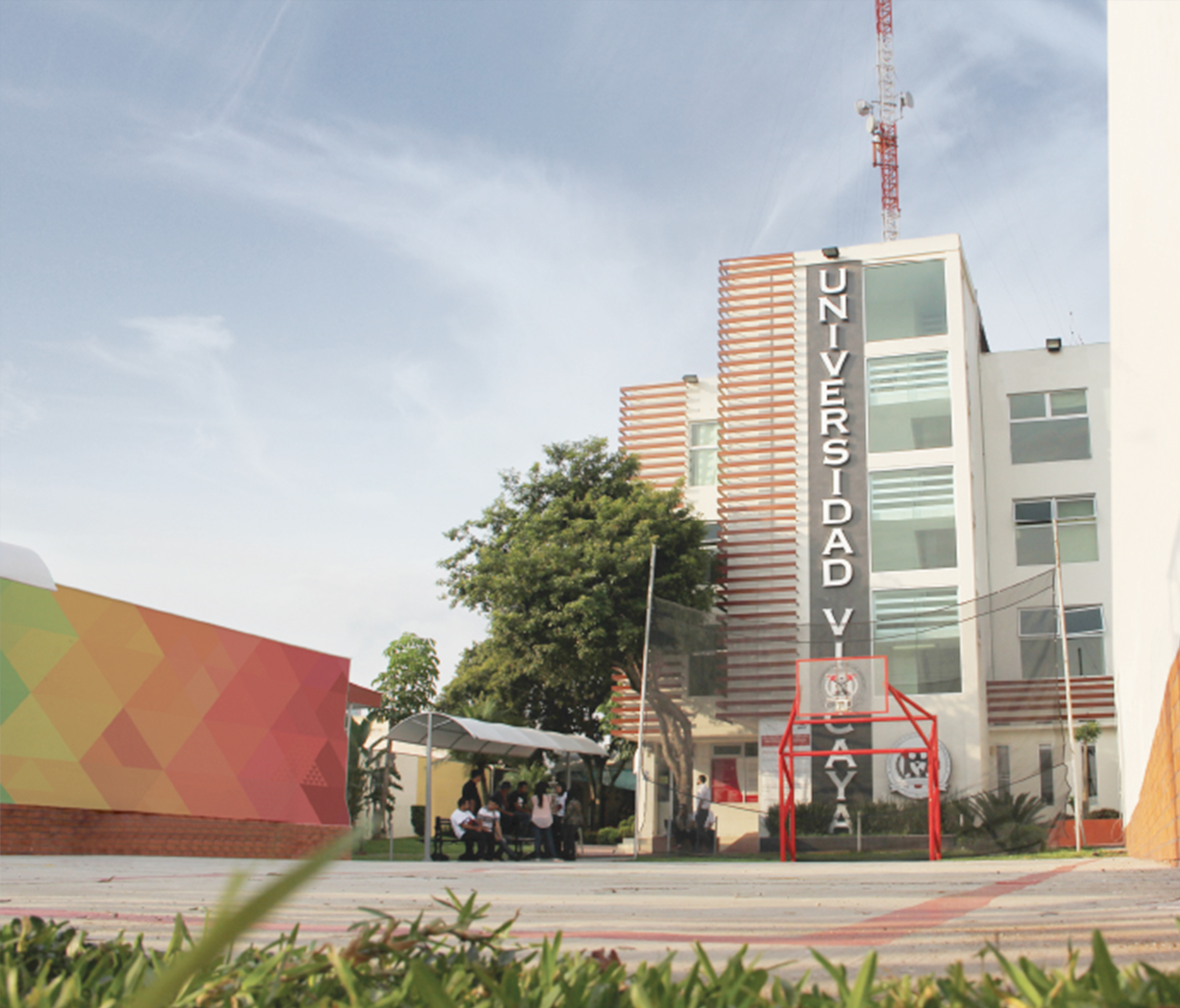
Fachada de La Universidad Vizcaya Campus Tepic

La Universidad Vizcaya de las Américas es una Universidad tipo Privada que tiene como sede en México la Ciudad de Tepic, Nayarit, además de contar con más de 30 campus alrededor del País.
La Universidad Vizcaya de las Américas fomenta la educación, la cultura y la investigación formando profesionales con capacidad de dar a respuesta a las exigencias actuales.  

## Sistema Vizcaya
El Patronato Cultural Vizcaya, A. C., es el organismo que da vida a sus campus universitarios y fue constituido el 27 de marzo de 2000, fecha desde la cual, trabajan incansablemente para contribuir a través de la educación en el desarrollo social y económico de nuestro país.
Fundó su primer campus académico en la ciudad de Tepic el 27 de marzo de 2000 y se denomina como Universidad Vizcaya de las Américas. La Universidad Vizcaya de las Américas desarrolla y fomenta la educación, la cultura y la investigación, formando profesionistas con capacidad de dar respuesta a las exigencias actuales.
El Patronato Cultural Vizcaya, A. C. tiene como objetivo social: Desarrollar y fomentar la educación en sus diversas formas y aspectos, mediante la investigación, fomento y difusión de la cultura en todas sus ramas. Formar profesionistas con capacidad de dar respuesta a las exigencias de nuestro tiempo y a los retos de su propia vocación. Realizar eventos y proyectos de formación, actualización pedagógica y capacitación de docentes en todos los niveles de primaria hasta el posgrado, así como la organización de centros de información e idiomas.
Hoy en día, el Patronato Cultural Vizcaya tiene su presencia académica en Campeche, Cd. Acuña, Cd. Delicias, Cd. Juárez, Cd. Obregón, Cd. Victoria, Chetumal, Chihuahua, Colima, Durango, Ensenada (Baja California), Guaymas, Hermosillo, Lázaro Cárdenas, Manzanillo, Mérida, Mexicali, Monclova, Morelia, Navojoa, Nogales, Piedras Negras, Playa del Carmen, Puerto Vallarta, Salina Cruz, Saltillo, San Luis Río Colorado, Tepic, Tijuana, Torreón, Tulancingo, Hidalgo y un campus virtual. Cuenta con una planta docente de catedráticos ampliamente capacitados, lo que representa no solo la oportunidad de estudio para los jóvenes y profesionistas, sino una importante fuente de empleo para quienes cuentan con el perfil para desempeñarse dentro de su equipo de trabajo.

### Oferta Educativa
Actualmente la Universidad Vizcaya de las Américas cuenta con todos los niveles educativos.

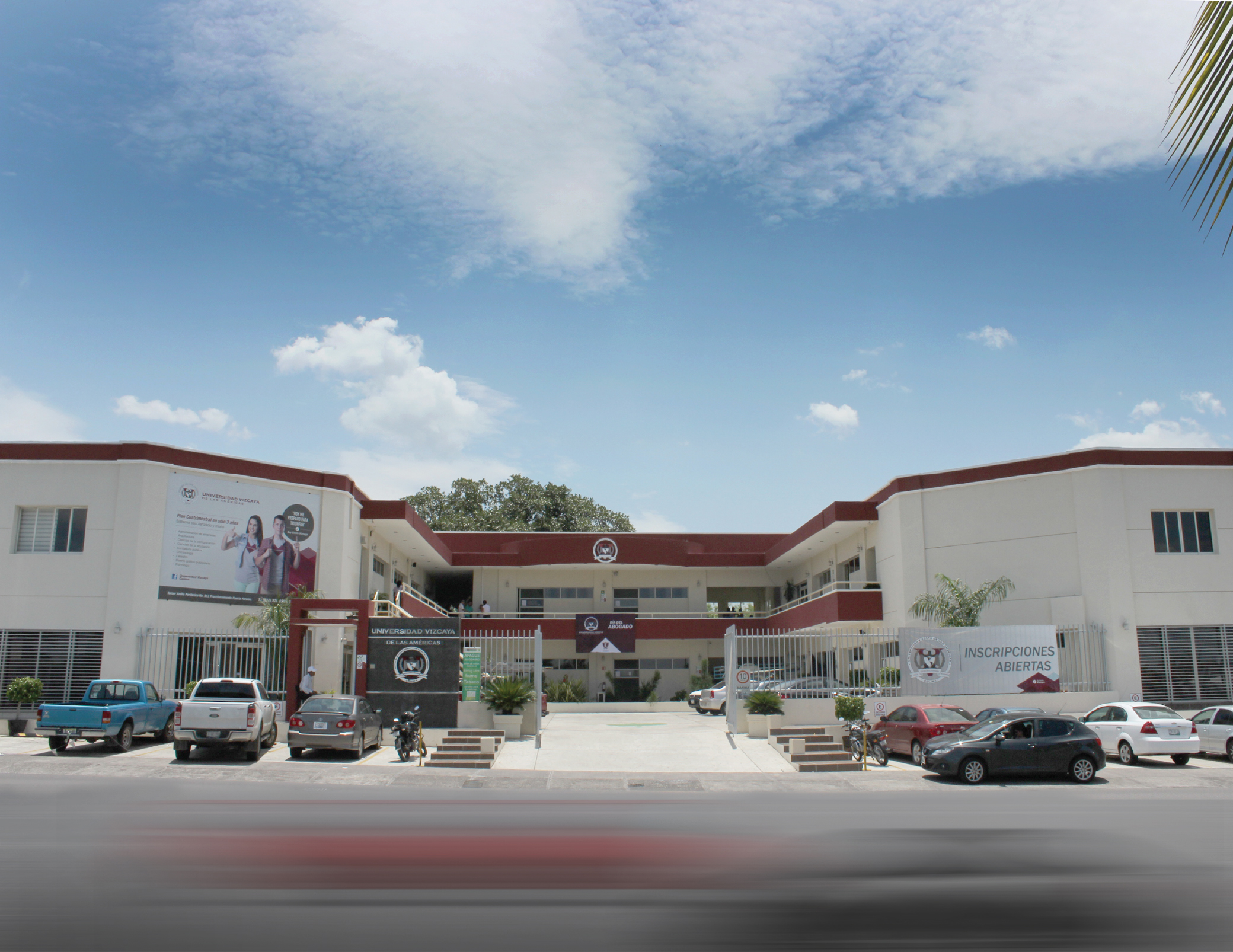
Universidad Vizcaya de las Américas Campus Colima

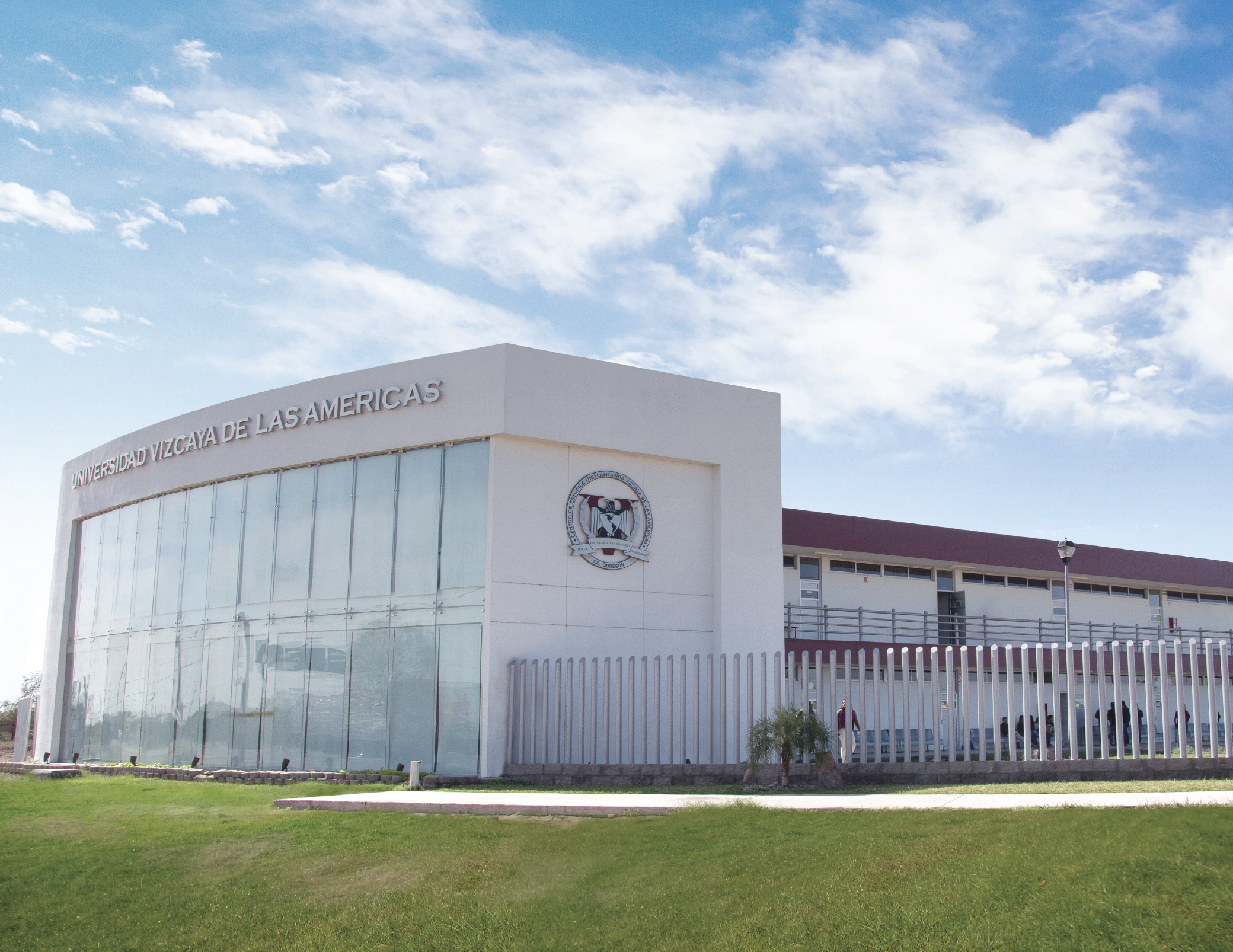
Universidad Vizcaya de las Américas Campus Cd. Obregón

- CiPrees
  - Comunidad infantil y preescolar.
- Colegio Vizcaya
  - Primaria.
  - Secundaria.
  - Preparatoria.
- Universidad Vizcaya de las Américas
  - Licenciaturas.
  - Maestrías.
  - Doctorados.

### Campus
- Campeche, Campeche
- Cd. Acuña, Coahuila
- Cd. Delicias, Chihuahua
- Ciudad Juárez, Chihuahua
- Cd. Obregón, Sonora
- Cd. Victoria, Tamaulipas
- Chetumal, Quintana Roo
- Colima, Colima
- Durango, Durango
- Ensenada, Baja California
- Guaymas, Sonora
- Hermosillo, Sonora.
- Lázaro Cárdenas, Michoacán
- Manzanillo, Colima
- Mérida, Yucatán
- Mexicali, Baja California
- Monclova, Coahuila
- Morelia, Michoacán
- Navojoa, Sonora
- Nogales, Sonora
- Piedras Negras, Coahuila
- Playa del Carmen, Quintana Roo
- Puerto Vallarta, Jalisco
- Salina Cruz, Oaxaca
- Saltlllo, Coahuila
- San Luis Río Colorado, Sonora
- Tepic, Nayarit (Sede principal)
- Tijuana, Baja California
- Torreón, Coahuila
- Tulancingo, Guerrero
- Uruapan, Michoacán

## Licenciaturas
A nivel nacional se ofertan las licenciaturas en modalidad semestral y cuatrimestral:
- Administración de Empresas
- Administración de Empresas Turísticas
- Arquitectura
- Ciencias de la Educación
- Ciencias y Técnicas de la Comunicación
- Comercio Internacional
- Contador Público
- Criminología
- Derecho
- Diseño Gráfico
- Fisioterapia
- Enfermería
- Gastronomía
- Mercadotecnia
- Nutrición
- Odontología
- Psicología

## Ingenierías
- Ingeniería de Procesos de Manufactura

## Certificaciones y Acreditaciones
- Certificación Internacional por la Academie National de Cuisine y avalada por la Asociación Culinaria de México A.C.
- Acreditación de Nutrición válida a nivel internacional realizada en Campus Tepic otorgada por la CONCAPREN.

## Posgrados

### Diplomados
- Enología y Sumillería
- Psicología Clínica
- Alta Dirección en PyMes
- Alta Dirección
- Criminalística
- Psicología Criminal
- Administración de restaurantes, bares y cafeterías
- Liderazgo
- Victimología
- Ciencias Forenses
- Dirección Estratégica de Capital Humano
- Educación Especial
- Sistema de Justicia Penal y Acusatorio
- Nutrición en Actividad Física y Deporte

### Especialidad
- Educación Inicial

### Maestrías
- Juicios Orales
- Alta Dirección y Estrategias Financieras
- Derecho Constitucional y Amparo
- Derecho Constitucional
- Criminología y Ciencias Forenses
- Desarrollo Urbano
- Derecho Fiscal y Corporativo
- Educación
- Administración Portuaria
- Comercio Internacional y Aduanas
- Administración y Seguridad Pública
- Gestión Educativa
- Alta Dirección Gastronómica
- Psicología Clínica

### Doctorados
- Ciencias Pedagógicas
- Derecho